# گاوارتووا وولا
گاوارتووا وولا (به لهستانی:  Gawartowa Wola) یک روستا در لهستان است که در گمینا لشنو واقع شده‌ است.
 گاوارتووا وولا  ۲۷۰ نفر جمعیت دارد.